# Schoppen
Schoppen és un nucli del municipi d'Amel a la província de Lieja de Bèlgica que té 390 habitants.
El poble es troba al cim septentrional del districte de Sankt Vith, al límit del parc natural transfronterer  Deutsch-Belgisches Naturpark. Les primeres traces d'habitació humana daten del segle vi. El primer esment escrit data del 1476.

## Fill predilecte de Schoppen
- Karl-Heinz Lambertz, ministre-president de la Comunitat Germanòfona de Bèlgica

1. ↑  «Els nuclis d'Amel». Arxivat de l'original el 2011-08-24. [Consulta: 2 novembre 2009].